# Bambi Ceuppens
Bambi Ceuppens (Godelieve Bambi Ceuppens, 1963) is antropologe en wetenschappelijk commissaris van het Koninklijk Museum van Midden-Afrika (AfricaMuseum, KMMA) in het Park van Tervuren.

## Biografie
Ceuppens behaalde een doctoraat aan de Universiteit van St Andrews in de sociale antropologie. Daarna was ze docente aan de universiteiten van St. Andrews, Edinburgh en Manchester. 
Ze is conservator, senior onderzoeker en wetenschappelijk commissaris menswetenschappen van de vernieuwde permanente tentoonstelling in het KMMA. Ook andere tentoonstellingen, zoals Indépéndance! Congolese verhalen over 50 jaar onafhankelijkheid (KMMA, 2010), Congo Art Works: Popular Painting (Bozar 2016-2017 en Garage Museum of Contemporary Art, Moskou 2017), genoten haar medewerking. Haar onderzoek betreft Congolese volkscultuur in Congo en België, de Congolese diaspora in België en de Belgisch-Congolese geschiedenis in België en Congo.

## Publicaties
Onder meer
- 1984: Religieuze elementen in enkele Westafrikaanse romans (Nigeria, Kameroen, Senegal): een thematisch-vergelijkend studie, Diss. lic. Afrikaanse geschiedenis en filologie
- 1993: Narcissus, Pygmalion and Prometheus: the Politics of Identity and Alterity, Cultural Dynamics, v6 n3 (11/1993): 300-324
- 1997: Mimesis, mirror and mask : modern imaginaries of self and other, Thesis (Ph. D.), University of St Andrews, juni 1997
- 2003
  - Onze Congo? Congolezen over de kolonisatie, 2003, boek
  - met Jan Dumolyn: Esperanza! : Praktische theorie voor sociale bewegingen, Gent: Academia Press, 2003.
- 2004
  - Congo made in Flanders? : koloniale Vlaamse visies op "blank" en "zwart" in Belgisch Congo, [Gent]: Academia Press, [2004]
  - met Karel Arnaut: Het Vlaams Blok als mysterie: wetenschappelijke en politieke uitwegen, Samenleving en politiek (Brussel)
- 2005 met Karel Arnaut en Daniël Vangroenweghe: Leopolds Congo : dromen en nachtmerries, catalogus, Watou, De Queeste-Art
- 2009:
  - met Karel Arnaut: De ondiepe gronden en de vage grenzen van de raciale verbeelding in Vlaanderen, 2009
  - met Vincent Viaene en David Van Reybrouck: Congo in België : koloniale cultuur in de metropool, Leuven: Universitaire Pers Leuven, 2009.
- 2016, met Sammy Baloji, Guido Gryseels; Bruno Verbergt; Etienne Davignon: Congo art works populaire schilderkunst, Tielt Lannoo 2016, Reeks: 	Collecties van het KMMA, 2016: 2
- 2018: Pietpraat. Over Zwarte Piet in België, 2018, Antwerpen: Houtekiet, 2018, boek